# Molí del Canalet de Baix
El Molí del Canalet de Baix és una obra dels Prats de Rei (Anoia) inclosa a l'Inventari del Patrimoni Arquitectònic de Catalunya.

## Descripció
Se'n conserven part de les parets de la bassa i es pot identificar el cacau, que resta colgat de terra.
Es conserva una part de la volta apuntada de la sala de moldre, encara que de la part exterior de la volta així com de la porta d'accés a l'estança ja no en queda res.
S'observen algunes parets de pedra, vestigi de construccions annexes que ja han desaparegut.